# Plagiolabra andina
Plagiolabra andina är en stekelart som beskrevs av Brethes 1906. Plagiolabra andina ingår i släktet Plagiolabra och familjen Eumenidae. Inga underarter finns listade i Catalogue of Life.